# Hypecoum duriaei
Hypecoum duriaei är en vallmoväxtart som beskrevs av Auguste Nicolas Pomel. Hypecoum duriaei ingår i släktet fjärilsrökar, och familjen vallmoväxter. Inga underarter finns listade i Catalogue of Life.